# Nora – Die leidenschaftliche Liebe von James Joyce
Nora – Die leidenschaftliche Liebe von James Joyce ist ein Spielfilm von Regisseurin Pat Murphy über Nora Barnacle, die Lebensgefährtin von James Joyce, aus dem Jahr 2000 nach der Biografie „Nora“ von Brenda Maddox.

## Handlung
Am 10. Juni 1904 verändert sich das Leben des jungen und wenig erfolgreichen irischen Schriftstellers James Joyce. Er spaziert durch die Nassau Street in Dublin und begegnet dort der lebenslustigen Nora Barnacle, die erst vor kurzem aus Galway in die irische Hauptstadt gekommen war und ihren Lebensunterhalt als Zimmermädchen in „Finn's Hotel“ verdient. Sofort springt der Funke bei den beiden über. Nora entspricht genau James’ Vorstellungen. Sie ist ehrlich, zärtlich, in gewissem Sinne dominant und hat Witz. Sechs Tage später ist James endgültig Nora verfallen, doch eine Heirat steht zu diesem Zeitpunkt noch außer Frage. Sie schreiben sich Briefe. James lässt Noras letzten Brief seine Freunde lesen. Diese reden ihm aber ein, dass sie die Zeilen nur aus einem Buch abgeschrieben hat und sie ihn nicht lieben würde. Nora ist zutiefst gekränkt, als James sie mit dieser „Tatsache“ konfrontiert.
James’ Werke finden wenig Anklang, daher beschließt das Paar im Oktober desselben Jahres, nach Triest zu ziehen. Damit die beiden sich diese Reise überhaupt leisten können, besorgt James’ jüngerer Bruder Stanislaus etwas Geld. In Triest bekommt James, dank seines Mentors Roberto Prezioso, eine Stellung an der Berlitz Sprachschule. Nun gibt es aber ein Problem. Er erhielt die Stelle nur, weil er sagte, er würde alleine kommen. Vorerst lässt er Nora mit Sack und Pack in einem Park zurück, um die neue Situation zu klären. Als er schließlich wiederkommt, ist es mitten in der Nacht. Nora ist verärgert, da er sie so lange allein gelassen hat. Zumindest gelingt es James, sie mit den guten Nachrichten etwas zu beruhigen. James schreibt Kurzgeschichten, diese kommen auch gut an. Schließlich wird Nora schwanger. Sie hat in James’ Gegenwart aber das Gefühl, dass er ein Fremder für sie ist, denn oft versteht sie die Hälfte von dem nicht, was er von sich gibt.
Sr. Prezioso und James treffen sich in einem Café. Dieser bietet ihm an, die Opernkritik zu schreiben und dieses Angebot nimmt James auch sofort an. Gemeinsam machen sich die Herren auf den Weg zu James’ Unterkunft. Dort angekommen, wartet eine Überraschung auf ihn. Sein Sohn Giorgio ist auf die Welt gekommen.
Eines Tages kommt Stanislaus nach Triest. James hat mittlerweile ein ernsthaftes Alkoholproblem. Sein Bruder versucht ihn aus diesem Sumpf zu retten. James’ Buch Dubliner lässt sich in Italien nur gegen Bezahlung veröffentlichen. Ein Buch über Irland würde in diesem Land niemanden interessieren. Ihm bliebe nur die Möglichkeit, nach Dublin zurückzukehren, um dort mit seinem Verleger zu reden. Diese Tatsache hat zur Folge, dass James wieder einmal zu tief ins Glas blickt. Nun hat Stanislaus den Alkoholkonsum und die Einstellung seines Bruders endgültig satt. Als er ihn nach Hause bringt, lässt er seiner Wut freien Lauf und schlägt mehrmals auf James ein. Kurz darauf plant Stanislaus seinen Auszug.
Die junge Familie wird wegen fehlender Mietzahlungen aus der Wohnung geworfen. Am selben Tag hat währenddessen auch James, ohne dieses Wissen, seine Stellung gekündigt. Er kehrt mit Giorgio nach Dublin zurück. Dort will er ein Kino eröffnen. Mittlerweile hat Giorgio auch ein Schwesterchen bekommen, Lucia. Stanislaus leistet Nora und ihrer Tochter in ihrem neuen Zuhause Gesellschaft. Die Zeit vergeht und Nora erhält einen Brief aus Dublin. James will dort bleiben. Jeder würde ihn auslachen, weil er sich mit einer verlogenen Frau, wie ihr, eingelassen hat. Durch die Beeinflussung seiner Freunde zweifelt er auch die Vaterschaft seines Sohnes an. Stanislaus versucht Nora, die gekränkt und verärgert darüber ist, dass James seinen Freunden mehr glaubt als ihr, zu trösten.
Schließlich wird James bewusst, was Nora für ihn aufgegeben hat. Er verfasst einen Brief, in dem er sich bei Nora entschuldigt und ihr auch mitteilt, dass er von seinen Freunden belogen wurde. Er sehnt sich nach ihr. Auf Noras Wunsch kehrt James schließlich wieder nach Italien zurück. Dort feiert die Familie den Saint Patrick’s Day. Auch James’ Geschwister Eva und Stanislaus sind zu Gast. Bei dieser Feier beginnt Sr. Prezioso Nora zu verehren.
Bald darauf steht Nora für einen Maler Modell. James bringt Sr. Prezioso mit nach Hause, und beide sehen dem Künstler bei der Arbeit zu. Nora ist davon nicht sonderlich begeistert. James will Sr. Prezioso und Nora näher zusammenbringen, daher schickt er Eva mit den Kindern auf Urlaub. Er erkennt die Vernarrtheit von Sr. Prezioso, doch ihm scheint dies nichts auszumachen. Nora spricht ihn auf diesen Umstand an und wirft ihm vor, all das in seine Geschichten zu verpacken und ihr Leben zu stehlen. James gibt zurück, dass sie ihm das Gefühl gebe, nichts wert zu sein. Die Wogen haben sich nach diesem Streit geglättet. James möchte, dass sie glücklich ist, unter der Bedingung, dass sie ihm alles offen sagt. Die beiden gehen auf einem Pier spazieren. Dort fragt er Nora, ob zwischen ihr und Sr. Prezioso etwas gewesen sei. Allerdings glaubt er Noras Verneinung nicht. Als er Sr. Prezioso erblickt, rastet er aus und beschuldigt ihn in aller Öffentlichkeit, worauf für Sr. Prezioso die Welt zusammenbricht. Nora kann das nicht mit ansehen und ergreift die Flucht.
Nora hat einen Schlussstrich gezogen. Daher kehrt sie mit den Kindern nach Irland zurück. Dort spricht sie mit James’ Verleger, um zu erfahren, warum Dubliner noch immer nicht veröffentlicht wurde. Es stellt sich heraus, dass es für ihn zu viele schmutzige Sachen und Zweideutigkeiten enthält. Schließlich kommen Nora, Giorgio und Lucia in Galway an, was Noras Eltern sehr erfreut. Eines Tages, als die Kinder mit ihrer Mutter am Strand sind und spielen, taucht James dort überraschend auf. Nora geht vorerst auf Distanz. Er erzählt ihr, dass die Drucker die Satzformen zerschlagen haben, und sein Buch daher nicht gedruckt wird. James will wieder zurück nach Italien, allerdings soll dieser Abschied von Irland für immer sein, und er will ihn gemeinsam mit Nora machen. Doch sie zeigt wenig Interesse dafür. Er versucht sie mit allen Mitteln wieder zurückzugewinnen. Schließlich siegt die Liebe, und die Familie macht sich wieder auf den Weg nach Italien.

## Hintergrund
An der Produktion waren die folgenden Firmen beteiligt: GAM, Natural Nylon Entertainment, Road Movies Filmproduktion und Volta Films. Die Premiere fand am 6. April 2000 beim Dublin Film Festival statt. In den deutschen Kinos war er zum ersten Mal am 29. Juni 2000 beim Film Festival in München zu sehen.

## Kritiken
Das Lexikon des internationalen Films schrieb, es sei ein „nach einer Frauenbiografie gestalteter Film, der die Suche nach sexueller Erfüllung in den Mittelpunkt stellt, aber weder als Künstlerporträt noch als Ehestudie überzeugt und nur einschlägige Klischees erfüllt.“ Des Weiteren ließe der Film den Hauptdarstellern „keine Entfaltungsmöglichkeiten“.

## Auszeichnungen

### Cherbourg-Octeville Festival of Irish & British Film 2000
- Beste Schauspielerin (Susan Lynch)

Nominiert in der Kategorie:
- Bester Film (Pat Murphy)

### Irischer Film und TV Preis 2000
- Beste Schauspielerin (Susan Lynch)

Nominiert in den Kategorien:
- Bester Schauspieler (Ewan McGregor)
- Bestes Kostümdesign (Consolata Boyle)
- Beste Kamera (Jean-François Robin)
- Bester Spielfilm
- Bestes Drehbuch (Pat Murphy, Gerard Stembridge)

### Internationales Filmfestival Karlovy Vary 2000
Nominiert in der Kategorie:
- Kristallglobus (Pat Murphy)